# Parthenón
A Parthenón Athéna Parthenosz, vagyis a szűz Pallasz Athéné temploma az athéni Akropoliszban áll, Iktinosz és Kallikratész tervei alapján építettek egy korábbi templom, az archaikus Hekatompedon helyére. Az i. e. 5. században épült Pentelikoni márványból dór rendszerben, peripterosz elrendezésben, nyolcoszlopos, oktasztülosz homlokzattal. A Parthenón a görög klasszikus kor egyik leghíresebb építménye.

## Története
Az i. e. 5. századra Athén vezetője lett egy adófizető közösségnek, amelynek célja az volt, hogy megvédjék a görög területeket a perzsákkal szemben. A szövetség pénztárát i. e. 454-ben Athénba szállították, majd Periklész, az államférfi és hadvezér az összeg egy részét a perzsák által elpusztított város újjáépítésére használta fel. 
A Parthenónt nem templomnak, hanem fogadalmi ajándéknak tekintették, ezenkívül így akarták kifejezésre juttatni Athénnek a szövetségben betöltött vezető szerepét. A munkálatokat Pheidiasz felügyelte. Az építkezést i. e. 448-ban kezdték el és i. e. 438-ban fejezték be. Azon a napon, amikor a Parthenónt felavatták, Athén egész lakossága a szentélyhez vonult, hogy együttesen adják át a városvédő istennőnek az új peploszt. 
A szobordíszítés csak i. e. 432-ben készült el Pheidiasz tervei alapján, aki a kivitelezést is felügyelte. Valószínűleg ő határozta meg a teljes szoboregyüttes kompozícióját, és nagy részéhez modelleket is készített. A márványba faragást számos más, a kutatások jelenlegi állása szerint meg nem nevezhető szobrász végezte, akik között jelentős mesterek is voltak. 

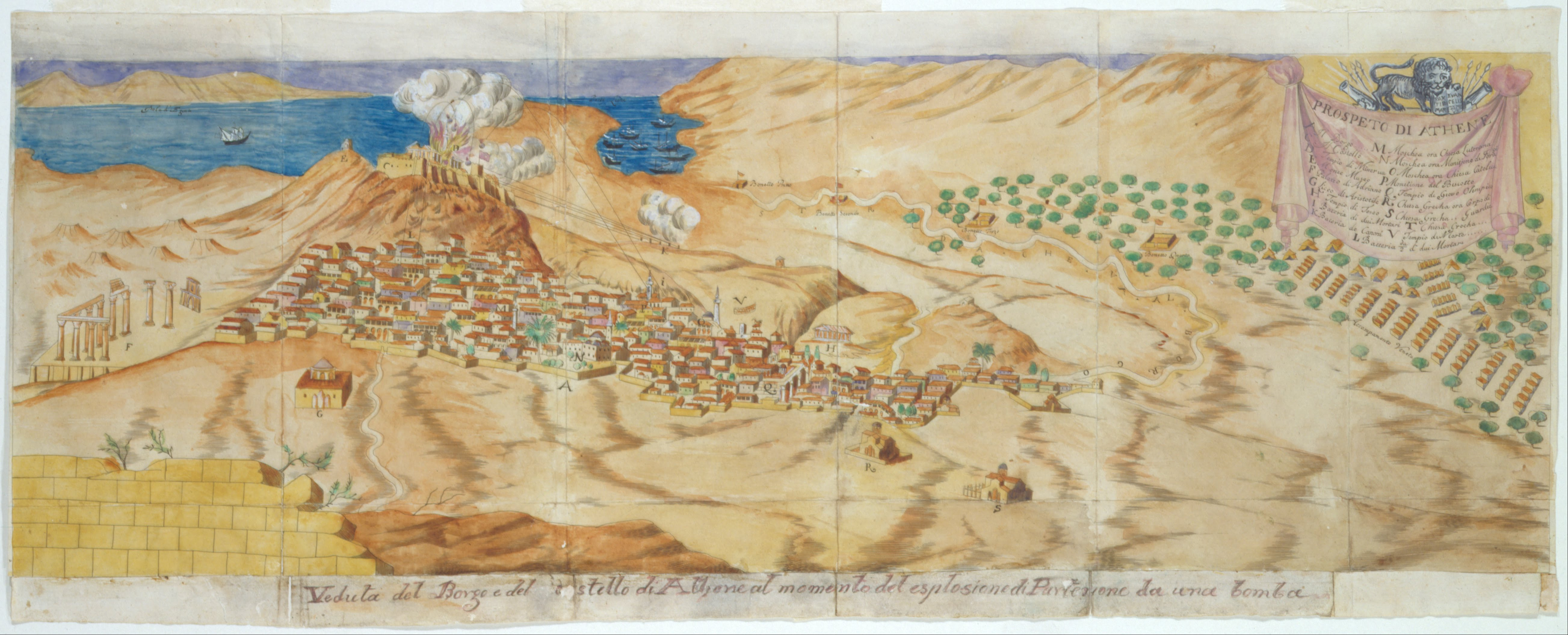
Az Akropolisz felrobbanása 1687. szeptember 26-án

A Parthenónt 1209-ben keresztény templommá, majd a 15. században mecsetté alakították. Később lőporraktárként hasznosították, melyet 1687-ben az ostromló velenceiek gránátja felrobbantott. A robbanás következtében az oldalsó oszlopok nagy része ledőlt, a homlokfalak viszonylag jó állapotban maradtak meg. 
A megmaradt szobrok jelentős részét a 19. század elején Lord Elgin vásárolta meg, majd 1816-ban eladta a British Museumnak, ahol jelenleg is láthatók. A többi szobor egy részét az Athénban az Akropolisz Múzeumban, másik részét Párizsban a Louvre-ban őrzik. A Parthenón az Akropolisz más épületeivel együtt 1987-ben a Világörökség részévé vált.

## Az épület

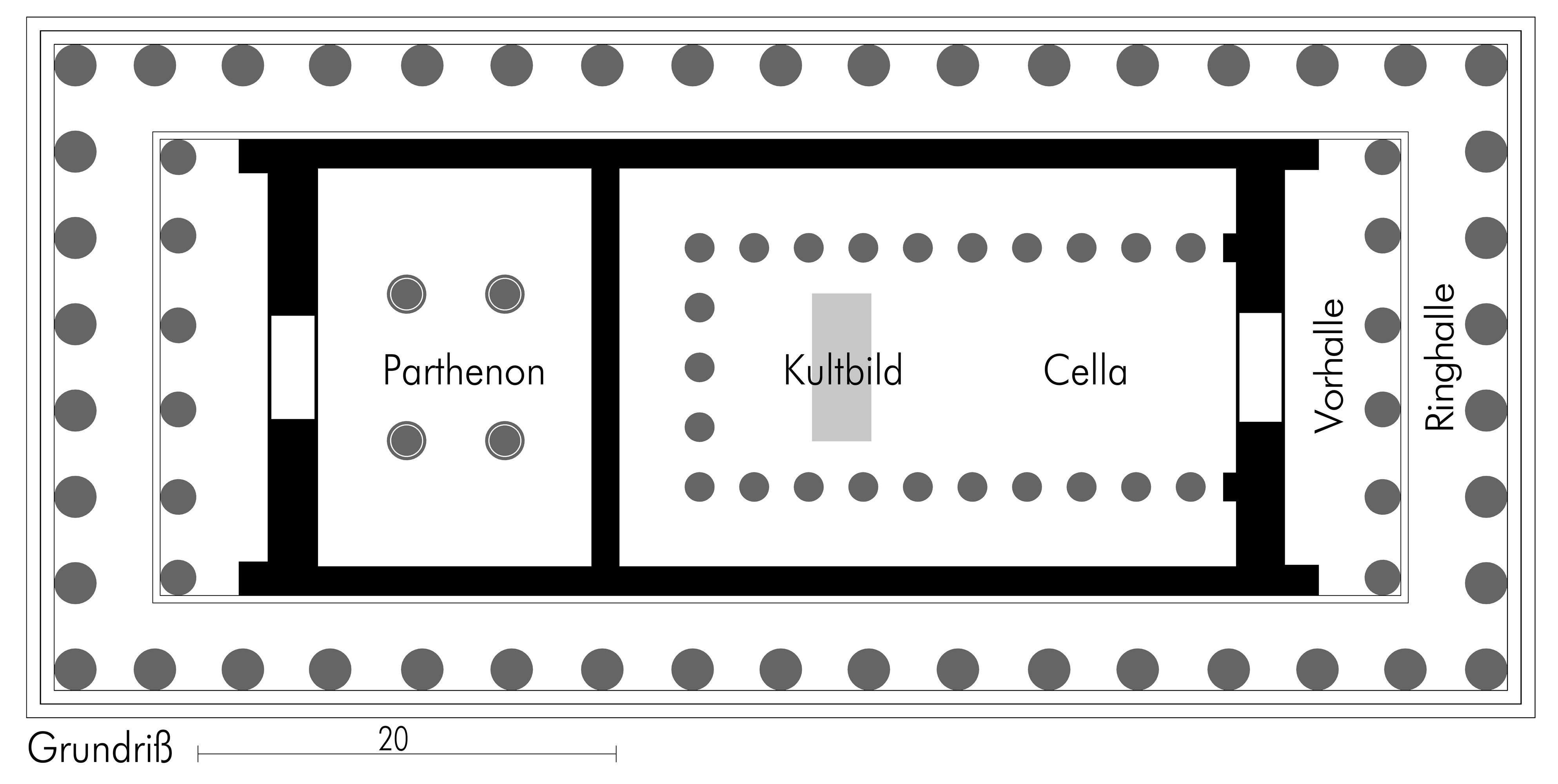
Parthenón, alaprajz

A templom kívülről dór stílusú, anyaga sárgás színű, erezett pentelikoni márvány. Kialakításának minden részletén a klasszikus kor építészetének pontossága figyelhető meg. Az épület 70 méter hosszú és 31 méter széles talapzata nem teljesen négyszög alakú, alig észrevehetően a sarkok felé ívelt, az oszlopok befelé dőlnek, míg az oromzat enyhén kifelé hajlik. A templom rövidebb oldalán nyolc, hosszabb oldalán tizenhét dór oszlopot helyeztek el. A karcsú oszlopok sudarasodása minimális, de ez elég ahhoz, hogy enyhítse az élek egyenes vonalának merevségét. Az oszlopok közé rácsokat illesztettek be, hogy megvédjék a belső térbe helyezett áldozati ajándékokat. 
Eredetileg egy, a templom területén lévő, de a cellával összeköttetésben nem álló helyiséget neveztek parthenónnak, majd az i. e. 4. században az egész épületre kiterjesztették az elnevezést. Belsejében a pronaosz (a templom cellája előtti nyitott tér) és a opiszthodomosz (a cella hátsó, rövidebb oldalából nyíló helyiség) méretét igyekeztek a lehető legkisebbre lecsökkenteni, hogy a keleti oldalon a cella, nyugati oldalon a parthenón számára minél nagyobb hely maradjon. A cella körül végigfutó frízen egy felvonulást ábrázoltak, az oromzatokon szobrokat helyeztek el, a külső oszlopcsarnok fölötti területekre a dór rendszernek megfelelően domborműveket, metopékat illesztettek be.

### A cella
A cella belsejében a hosszabb falak mellé tíz-tíz, a rövidebb hátsó fal mellé öt dór oszlopot állítottak fel. Az oszlopok szokatlanul közel vannak a falhoz, a köztük lévő távolság is kisebb a megszokottnál. A cella hátsó falához helyezték el Pheidiasz mesterművét Athéné 12 méter magas, krizelefantin technikával készült szobrát. Az istennő fehér bőrét elefántcsont érzékeltette, ruhája aranyozott üvegből készült. A szobor napjainkra megsemmisült, kisméretű másolatok és más tárgyakon fennmaradt részletek alapján alkothatunk fogalmat róla. Egyik kezében a győzelem istennője szobrát tartotta, a másikkal egy pajzsra támaszkodott, amelyen a görögök és amazonok harcát jelenítették meg. Fején szfinxszel és kétoldalt szárnyas lovakkal díszített sisakot viselt. A másik helyiségben, (a parthenónban) helyezték el az istennő korábbi, fából készült kultuszszobrát. Ezt a helyiséget négy ión oszloppal díszítették. Ez volt az első alkalom, hogy egy épületen belül vegyesen alkalmaztak ión és dór elemeket.

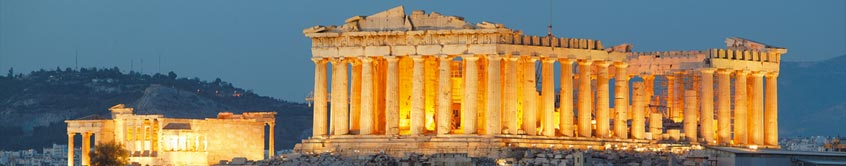
Parthenón, panorámakép

## Szobordíszítés

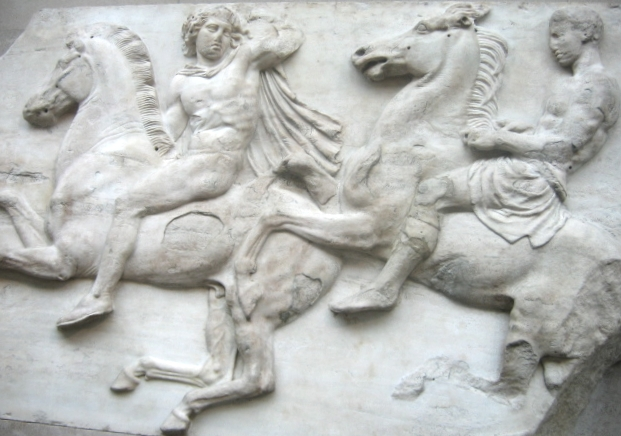
A felvonulási fríz részlete, London, British Museum

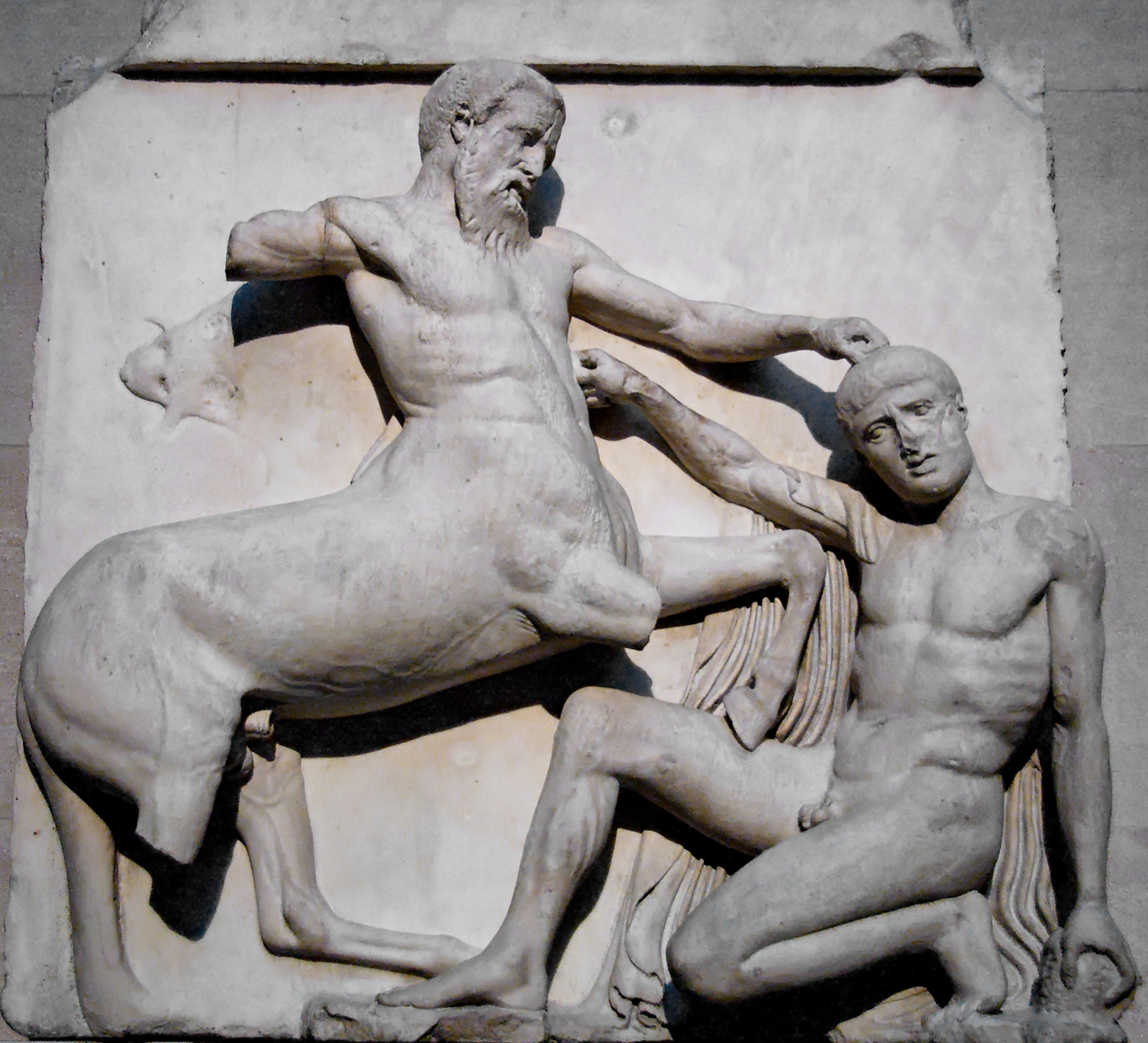
Metopé a Parthenón déli oldaláról, London, British Museum

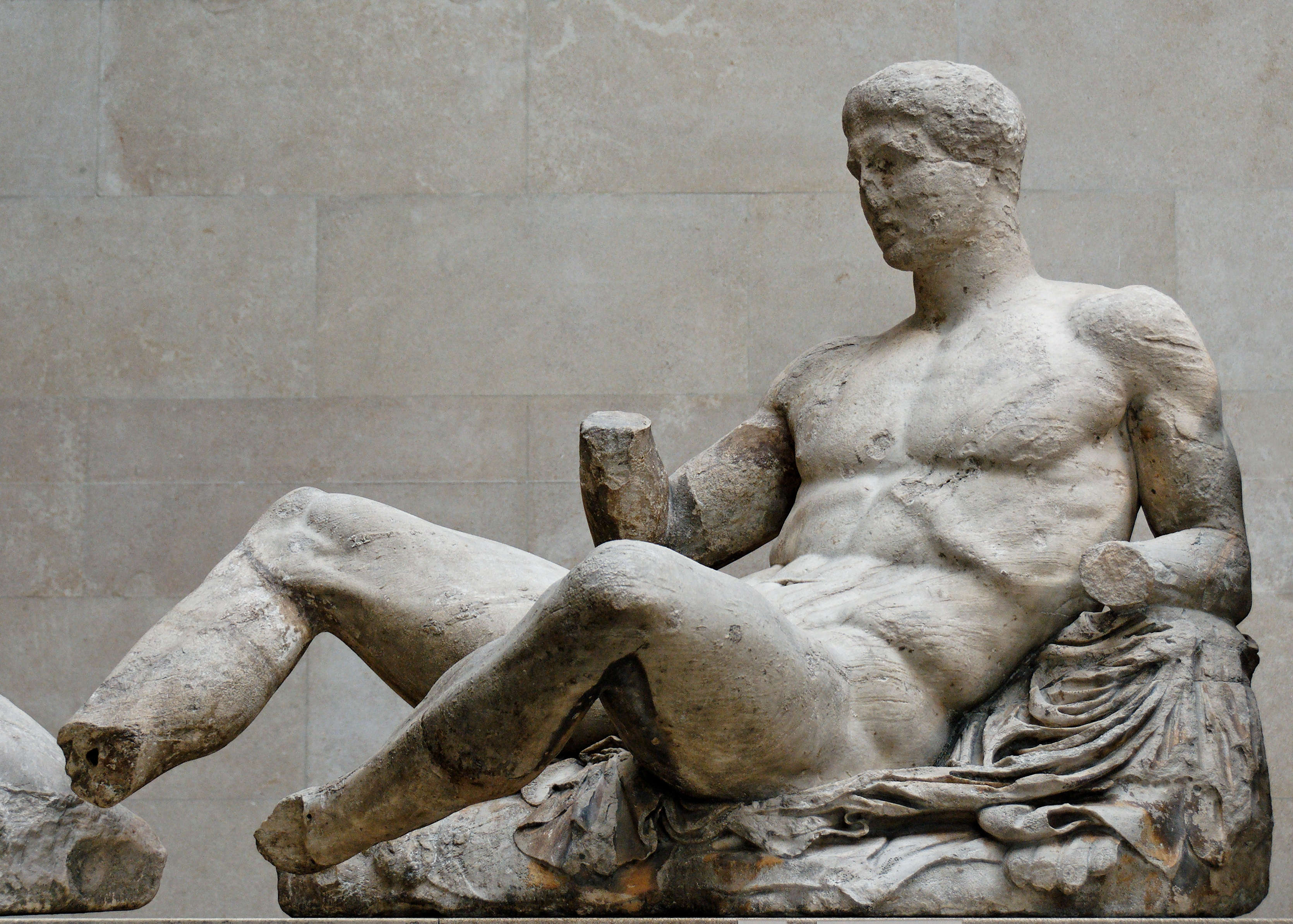
Dionüszosz szobra a keleti oromzatról, London, British Museum

### A felvonulás fríz
A fríz a külső oszlopsor mögé került, de a portikuszok mellett a templom mindkét hosszú oldalán is végigfut, összesen 160 méter hosszan. Az alapból alig kiemelkedő, alacsony dombormű alakjai életnagyságnál kisebbek. A fríz témája egyedülálló, mert a templomot a városi élet jelenetsorával díszíti, és a polgárok egyes csoportjait rendkívül életszerűen ábrázolja. Témája az istennő tiszteletére négyévente megrendezett Panathénaia-ünnep felvonulása. A fríz a templom délnyugati sarkán kezdődött, legfontosabb jelenetét, amelyen egy kis csoport az istennő szent peploszának átadási szertartását végzi, a keleti oldal közepére helyezték el. 
Az alakok arcvonásai nyugodtak, szenvtelenek, láthatóan a művészek nem törekedtek az érzelmek ábrázolására. Mozdulataik egyénítettek, ugyanakkor harmonikusan illeszkednek az együttes egészébe. Az alakok között találunk köpenyükbe burkolózó öregeket, fiatal lányokat, asszonyokat, papokat, polgárokat, vízhordókat stb. A felvonulási menetet, amely a keleti, bejárati homlokzat felé tart a kultikus cselekmények résztvevői vezetik, de a legfontosabb szerep a lovasoknak jut. Elképzelhető, hogy a lovasok a harcok közben elesett athéniak voltak, akik itt héroszokká válva jelentek meg azon az épületen, amelyet a perzsák feletti diadal emlékére emeltek. A lovak és áldozati állatok anatómiailag pontos ábrázolása bizonyítja, hogy a korabeli művészek kiválóan ismerték az állatvilágot is. 
Az épület főhomlokzatán kialakított jeleneten az olümposzi istenek fogadják a halandók felvonulását. Ezeket az istenábrázolásokat vagy maga Pheidiasz készítette, vagy egy olyan művész, akit közvetlenül ő irányított. Ezeken az ábrázolásokon Poszeidón és Apolló beszélget, amíg a vékony peploszba burkolózó Artemisz elfordul és a másik irányba néz.

### A metopék
A 92 metopé a templom külső homlokzatára került. Küzdő alakokat, isteneket, gigászokat, kentaurokat, amazonokat láthatunk rajtuk, valamint a Trója kifosztását ábrázoló jeleneteket görögökkel és trójaiakkal. A metopék tervezése egyenetlen színvonalú, némelyik kifejezetten gyenge tervezésű. A legszebb kialakításúak világosan illeszkednek a négyszögletes képmezőbe. A metopék egyes részein még felismerhetőek az eredeti színezés nagyon halvány nyomai.

### Az oromzat szobordíszítése
Az oromzat díszítése (amelynek megmaradt darabjai nagyrészt Londonban láthatók), Athén mitikus történelmének legfontosabb pillanatait ábrázolták. A keleti oromzaton Pallasz Athéné istennő születését örökítették meg, ahogy teljes fegyverzetben pattan elő Zeusz fejéből, a nyugatin pedig az Attika birtoklásáért csatázó Athénét és Poszeidónt. A nyugati oromzaton az istennő egy olajfát teremt, míg az isten tengert jelképező sós forrást fakaszt. A Parthenón szobrai azt sugallják, hogy az istenek versengése az Akropolisz tetején zajlott, a hely félisten lakói Kekropsz és Erekhtheusz valamint feleségeik és gyermekeik jelenlétében. 
A keleti oldal szobrai közül fennmaradtak a kétoldalt álló hórák és párkák, a születés és a halál istennőit ábrázoló alkotások. A napjainkra megsemmisült főalakok elhelyezkedését egy Madridban őrzött római kori díszkút segítségével sikerült rekonstruálni. A szobrokra jellemző, hogy a ruhák tömegét mélyen kifaragott árnyékot vető redők érzékeltetik. Az ruhaanyag tömege alatt a test formáit is pontosan és határozottan jelenítették meg. A szobrok teljesen körbe vannak faragva, az elhelyezésük után többet nem látható hátsó oldalukat is pontosan kidolgozták. Ezt a megoldást csak kivételes esetekben alkalmazták, itt a szobrokat az istennő számára készítették, ezért tökéletességre törekedtek. A timpanonok sarkába fekvő alakokat helyeztek el. 
A nyugati oromzatra az egyik attikai hérosz, talán egy folyóisten került, a keletire egy Dionüszoszt ábrázoló szobor. A két oromcsoportból napjainkra csak néhány szobor maradt meg, ezek eredeti helye is vitatott. Azonosításukhoz az antik szerzők leírásai mellett csak Jacques Carrey 17. században készült rajzai adnak támpontot.

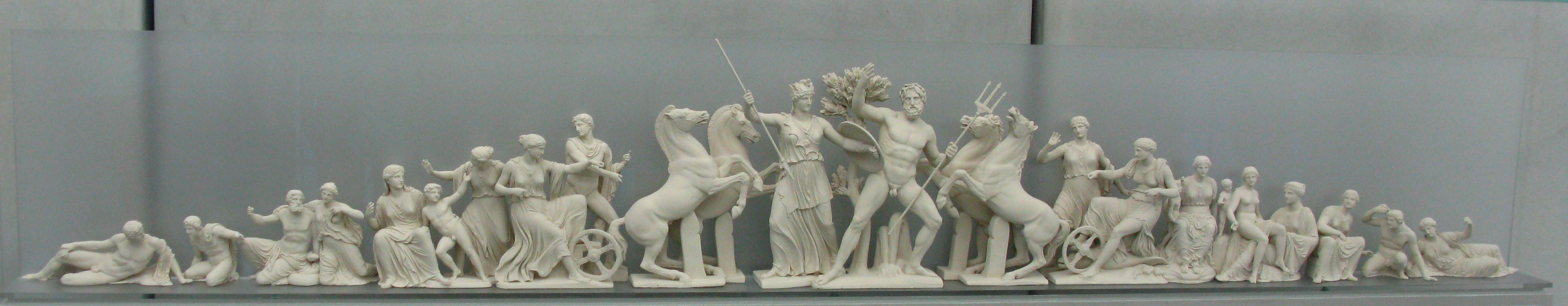
A nyugati oromzat rekonstrukciója

## Kutatások napjainkban
A Parthenón a földrengéseknek kitett területen 2500 éven át állta a legnagyobb rengéseket is. Hanazato Tosikazu, a japán Mie Egyetem mérnökprofesszora helyszíni kutatásai során arra a következtetésre jutott, hogy a Parthenón – a többi ókori görög templomhoz hasonlóan – olyan mérnöki megoldásokat tartalmaz, mint amilyeneket a szintén földrengésállónak bizonyult többszintes pagodák Japánban. A modern tudomány nemcsak mérnöki megoldások elméleti felfejtésén dolgozik, hanem igyekszik azokat felhasználni, hogy földrengésbiztos épületeket emelhessenek.